# Koninklijk Nederlands Meteorologisch Instituut
Het Koninklijk Nederlands Meteorologisch Instituut (afgekort KNMI) is een wetenschappelijk instituut van de Nederlandse overheid, gespecialiseerd in weerkunde, klimaatwetenschap en seismologie. Het verzorgt onder andere dagelijkse weersverwachtingen en waarschuwingen bij voor de mens gevaarlijke weersomstandigheden, sinds 2016 ook voor Caribisch Nederland. Het KNMI is een agentschap van het Ministerie van Infrastructuur en Waterstaat.

## Geschiedenis

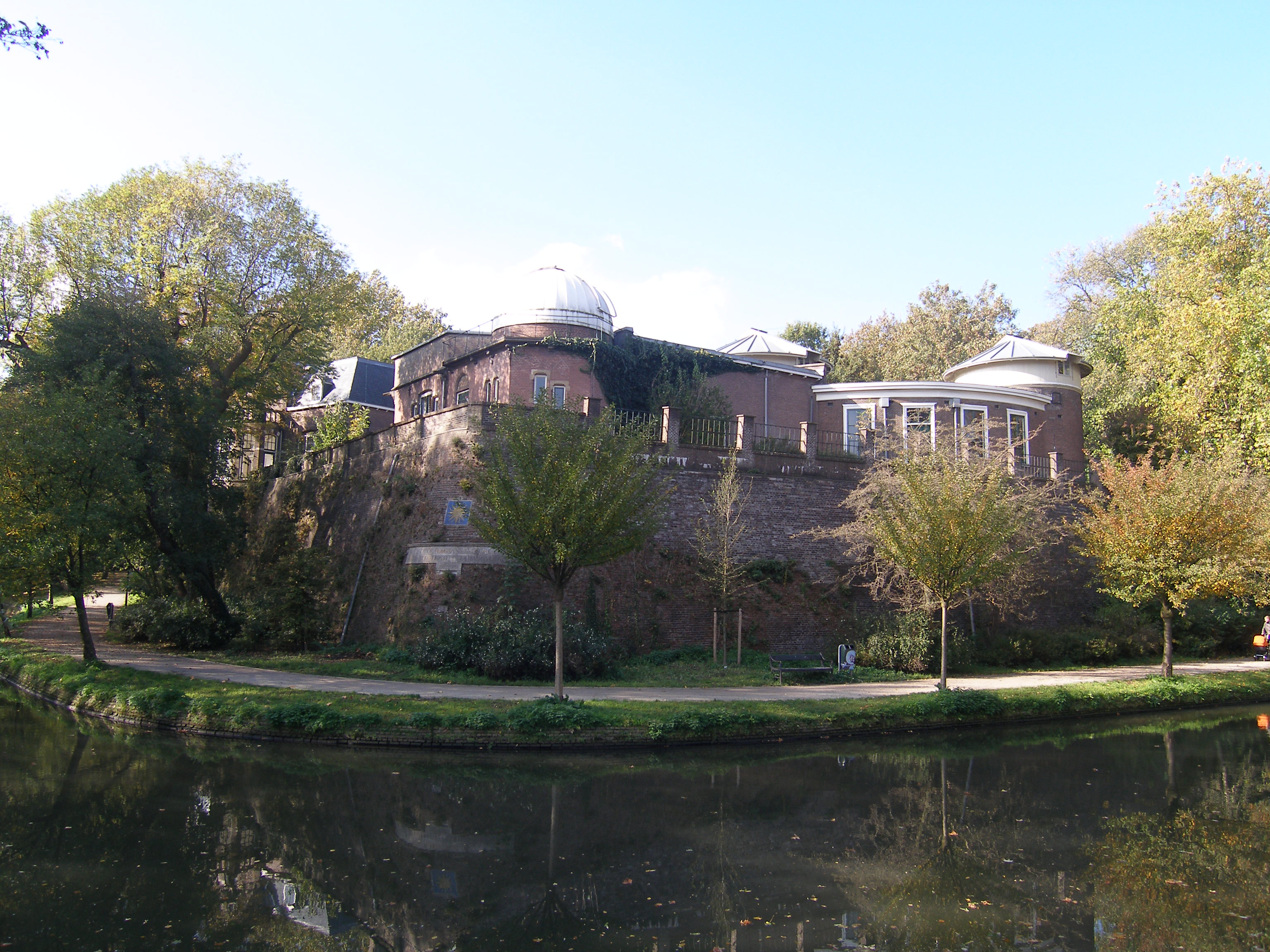
Sonnenborgh in Utrecht

Het KNMI werd bij Koninklijk Besluit van koning Willem III opgericht op 31 januari 1854 onder de naam Koninklijk Meteorologisch Observatorium. Professor Christophorus Buys Ballot (1817-1890), de eerste hoofddirecteur, koos in Utrecht als locatie het bastion "Sonnenborgh" omdat de bouwvallige Smeetoren, waar reeds sterren- en weerkunde werd bedreven, gesloopt ging worden. In 1897 verhuisde het KNMI naar het landgoed Koelenberg bij De Bilt. In 1964 werd bij het weerinstituut de eerste vrouwelijke meteoroloog aangenomen: Corrie van Dijk.
De wet van Buys Ballot, over het verband tussen wind en luchtdruk, maakte de weersverwachting mogelijk. Het KNMI was een van de eerste in de wereld met stormwaarschuwingen en weerkaarten. Buys Ballot ergerde zich aan kranten die weinig belangstelling hadden voor "wetenschappelijke" weerkaarten en de volksweerkunde hoogtij lieten vieren. De betekenis van de meteorologie voor de weersvoorspelling drong steeds meer door tot de samenleving.
Tussen 1886 en 1961 had het KNMI een filiaal in Amsterdam: het Meteorologisch Instituut.
In de jaren twintig van de 20e eeuw begon de luchtvaart er gebruik van te maken. In 1938 opende het KNMI een filiaal op de luchthaven Schiphol, waarna andere luchthavens volgden. Na de Tweede Wereldoorlog braken gouden tijden aan: nieuwe weerstations, weerschepen, weerboeien, weerballonnen, radar, kunstmatige satellieten en computers gaven de meteorologie nieuwe impulsen. Door internationale samenwerkingsverbanden kon de hele meteorologische wereld de vruchten plukken. De onderzoekers kregen steeds meer vat op de ingewikkelde fysische processen en het klimaatsysteem.
Zijn naamsbekendheid dankt het KNMI vooral aan de dagelijkse berichtgeving over het weer. Al in 1924 zond De Bilt via een eigen zender weerberichten de ether in en vanaf 1936 zit het weer in de nieuwsdienst en waren er ook rubrieken met weerpraatjes. Ook bij de start van de TV was het KNMI van de partij en introduceerde de weerman op de beeldbuis. In de jaren tachtig van de 20e eeuw ging de commercie in de meteorologie een rol spelen. Het KNMI is als agentschap van het Ministerie van Infrastructuur en Waterstaat een volledig publiek instituut dat de gewenste gegevens aan onder meer de private sector levert. De taken zijn in de Wet taken meteorologie en seismologie vastgelegd. Een van de hoofdactiviteiten van het publieke KNMI is het uitgeven van waarschuwingen met het oog op veiligheid, een doelstelling ook bij de oprichting in 1854. Wanneer zwaar weer op komst is, dat kan leiden tot problemen of overlast wordt een weerwaarschuwing uitgegeven. In 2000 opende koningin Beatrix het nieuwbouwcomplex van het KNMI in De Bilt, waar de meeste van de circa 450 medewerkers werkzaam zijn.

## Kennisgebieden
Het KNMI richt zich als het nationale kennisinstituut op het gebied van weer, klimaat en seismologie volledig op zijn publieke taken. Daartoe horen het opstellen van algemene weersverwachtingen en waarschuwingen voor gevaarlijke weersomstandigheden, de monitoring van het klimaat, het inwinnen van meteorologische data, het beheren van de infrastructuur die daarvoor nodig is, modelontwikkeling, luchtvaartmeteorologie en wetenschappelijk onderzoek op het gebied van weer, klimaat en seismologie.
Wereldwijd werkt het KNMI intensief samen met andere instituten en onderzoeksinstellingen. Het instituut neemt deel in het Europees Centrum voor Weersverwachtingen op Middellange Termijn (ECMWF) in Engeland en vertegenwoordigt Nederland in tal van andere internationale organisaties, zoals de Wereld Meteorologische Organisatie (WMO), het Intergovernmental Panel on Climate Change (IPCC) en het Europees meteorologische satellietnetwerk Eumetsat. Ook neemt KNMI deel in het Network of European Meteorological Services (EUMETNET), waarin 24 Europese landen zich hebben verenigd met als doel om basisdoelstellingen van de diensten zo efficiënt en effectief mogelijk te laten zijn.
Op 16 maart 2012 nam het KNMI een nieuwe supercomputer in gebruik, om daar berekeningen aan het weer en het klimaat mee uit te kunnen voeren.

## Jubileum
Op 31 januari 2004 bestond het KNMI 150 jaar. Het jubileumjaar werd eind januari geopend met de presentatie van een eigen postzegel van het KNMI, een cadeau van TPG Post.

## Weeralarm
Sinds 2001 is het instituut verantwoordelijk voor het afgeven van weerwaarschuwingen. Dit gebeurt in de vorm van kleurcodes waaronder een zogenaamd weeralarm (code rood).